# Louis Calhern
Louis Calhern est un acteur américain né le 19 février 1895 à Brooklyn, à New York (États-Unis) et mort le 12 mai 1956 à Tokyo (Japon), au cours du tournage de La Petite Maison de thé, film de Joshua Logan.

## Biographie
Calhern s'est marié quatre fois: Ilka Chase (1900–1978) de 1926 à 1927, Julia Hoyt (1897–1955) de 1927 à 1932, Natalie Schafer (1900–1991) de 1933 à 1942 et Marianne Stewart (1922–1992) de 1946 à 1955. Les quatre mariages se sont terminés par un divorce.
Calhern a lutté contre l'alcoolisme pendant une grande partie de sa vie d'adulte; en conséquence, il a perdu plusieurs rôles importants à l'écran et sur scène. Selon son ancienne épouse Natalie Schafer, l'incapacité de Calhern à surmonter sa dépendance a mis fin à leur mariage. Alors qu'il était disposé à consulter des médecins, elle a dit que Calhern avait refusé de fréquenter les Alcooliques anonymes parce qu'il était athée et qu'il considérait les AA comme une organisation religieuse. Calhern a finalement surmonté sa dépendance à l'alcool à la fin des années 1940.

## Filmographie

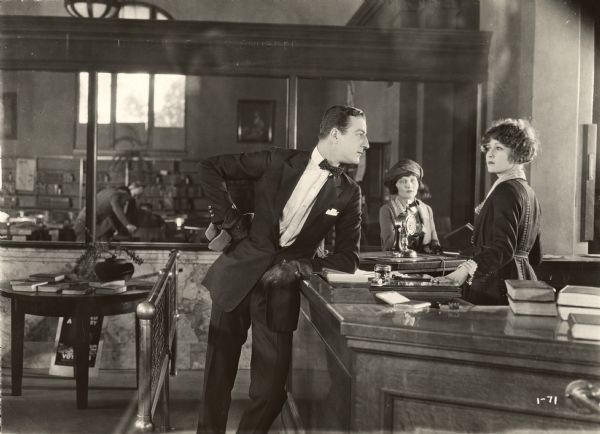
Dans The Blot (1921).

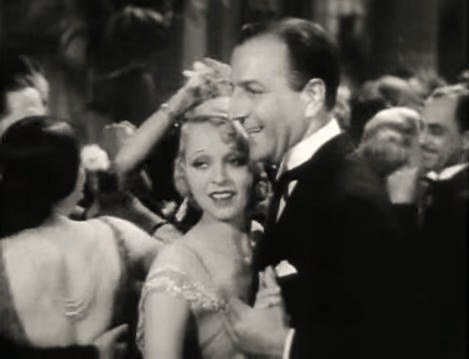
Avec Noel Francis dans Blonde Crazy (1931).

### Années 1920
- 1921 : Les Ruses de l'amour (What's Worth While?) de Lois Weber : 'Squire' Elton
- 1921 : Deux Femmes trop sages (Too Wise Wives) de Lois Weber : M.. David Graham
- 1921 : The Blot de Lois Weber et Phillips Smalley : His Pupil, Phil West
- 1922 : Woman, Wake Up! (Woman, Wake Up!) de King Vidor : Monte Collins
- 1923 : La Terreur de la goëlette (The Last Moment) de J. Parker Read Jr. : Harry Gaines

### Années 1930
- 1931 : Stolen Heaven de George Abbott : Steve
- 1931 : The Road to Singapore d'Alfred E. Green : Dr. George March
- 1931 : Blonde Crazy de Roy Del Ruth : Dapper Dan Barker
- 1932 : Okay, America!, de Tay Garnett : Mileaway Russell
- 1932 :  Nuit après nuit (Night After Night) d'Archie Mayo : Dick Bolton
- 1932 : They Call It Sin de Thornton Freeland : Ford Humphries
- 1932 : Afraid to Talk d'Edward L. Cahn : Asst. Dist. Atty. John Wade
- 1932 : Vingt Mille Ans sous les verrous (20,000 Years in Sing Sing) de Michael Curtiz : Joe Finn, lawyer
- 1932 : Frisco Jenny de William A. Wellman : Steve Dutton
- 1933 : Celle qu'on accuse (The Woman Accused) de Paul Sloane : Leo Young
- 1933 : Strictly Personal de Ralph Murphy : Magruder
- 1933 : The World Gone Mad (en) de Christy Cabanne : Christopher Bruno
- 1933 : Diplomaniacs (en) de William A. Seiter : Winklereid
- 1933 : La Soupe au canard (Duck Soup) de Leo McCarey : Ambassador Trentino of Sylvania
- 1934 : Les Amours de Cellini (The Affairs of Cellini) de Gregory La Cava : Ottaviano
- 1934 : L'Homme aux deux visages (The Man with Two Faces) d'Archie Mayo : Stanley Vance
- 1934 : Le Comte de Monte-Cristo (The Count of Monte Cristo) de Rowland V. Lee : Raymond de Villefort Jr.
- 1934 : Un soir en scène (Sweet Adeline) de Mervyn LeRoy : Major Jim Day
- 1935 : The Arizonian de Charles Vidor : Sheriff Jake Mannen
- 1935 : L'Évadée (Woman Wanted) de George B. Seitz : Smiley Gordon
- 1935 : Les Derniers Jours de Pompéi (The Last Days of Pompeii) de Ernest B. Schoedsack et Merian C. Cooper : Prefect (Allus Martius)
- 1936 : L'Enchanteresse (The Gorgeous Hussy) de Ernest B. Schoedsack et Merian C. Cooper : Prof. Leroy Sunderland
- 1937 : Sa dernière carte (Her Husband Lies) d'Edward Ludwig : Joe Sorrell
- 1937 : La Vie d'Emile Zola (The Life of Emile Zola) de William Dieterle : Maj. Dort
- 1938 : Règlement de comptes (Fast Company) d'Edward Buzzell : Elias Z. 'Eli' Bannerman
- 1939 : Juarez de William Dieterle : LeMarc
- 1939 : La Fille de la Cinquième Avenue (5th Avenue Girl), de Gregory La Cava : Dr Hugo Kessler
- 1939 : Charlie McCarthy, Detective de Frank Tuttle : Arthur Aldrich

### Années 1940
- 1940 : Cette femme est mienne (I Take This Woman) de W. S. Van Dyke : Dr. Martin Sumner Duveen
- 1940 : La Balle magique du Docteur Ehrlich (Dr. Ehrlich's Magic Bullet) de William Dieterle : Dr. Brockdorf
- 1943 : Le ciel peut attendre (Heaven Can Wait) d'Ernst Lubitsch : Randolph Van Cleve
- 1943 : Fille d'artistes (Nobody's Darling) d'Anthony Mann : Curtis Farnsworth
- 1944 : The Bridge of San Luis Rey de Rowland V. Lee : Don Andre - The Viceroy
- 1944 : Un fou s'en va-t-en guerre (Up in Arms) d'Elliott Nugent : Col. Phil Ashley
- 1946 : Les Enchaînés (Notorious) d'Alfred Hitchcock : Captain Paul Prescott
- 1948 : Arc de Triomphe (Arch of Triumph) de Lewis Milestone : 'Col.' Boris Morosov
- 1949 : Le Poney rouge (The Red Pony) de Lewis Milestone : Grandfather
- 1949 : Le Danube rouge (The Red Danube) de George Sidney : Col. Piniev

### Années 1950
- 1950 : The Magnificent Yankee de John Sturges : Oliver Wendell Holmes
- 1950 : Voyage à Rio (Nancy goes to Rio) de Robert Z. Leonard : Gregory Elliott
- 1950 : Annie, la reine du cirque (Annie Get Your Gun) de George Sidney : Col. Buffalo Bill Cody
- 1950 : Quand la ville dort (The Asphalt Jungle) de John Huston : Alonzo D. 'Lon' Emmerich
- 1950 : Ma vie à moi (A Life of Her Own) de George Cukor : Jim Leversoe
- 1950 : La Porte du diable (Devil's Doorway) d'Anthony Mann : Verne Coolan
- 1950 : Les Heures tendres (Two Weeks with Love) de Roy Rowland : Horatio Robinson
- 1951 : A Letter from a Soldier de Don Weis : Narrateur
- 1951 : It's a Big Country de Clarence Brown, Don Hartman, John Sturges, Richard Thorpe, Charles Vidor, Don Weis et William A. Wellman : Narrateur
- 1951 : L'Homme au manteau noir (The Man with a Cloak) de Fletcher Markle : Charles Theverner
- 1952 : Invitation de Lawrence Weingarten : Simon Bowker
- 1952 : Washington Story (en) de Robert Pirosh : Charles W. Birch
- 1952 : Cinq Mariages à l'essai (We're Not Married!) d'Edmund Goulding : Freddie Melrose
- 1952 : Le Prisonnier de Zenda (The Prisoner of Zenda) de Richard Thorpe : Col. Zapt
- 1952 : Les Ensorcelés (The Bad and the Beautiful) de Vincente Minnelli : Recorded Voice of George Lorrison (voix)
- 1953 : La Petite Constance (Confidentially Connie) d'Edward Buzzell : Opie Bedloe
- 1953 : Drôle de meurtre (Remains to Be Seen) de Don Weis : Benjamin Goodman
- 1953 : Jules César (Julius Caesar) de Joseph L. Mankiewicz : Julius Caesar
- 1953 : Lune de miel au Brésil (Latin Lovers) de Mervyn LeRoy : Grandfather Eduardo Santos
- 1954 : Rhapsodie (Rhapsody) de Charles Vidor : Nicholas Durant
- 1954 : La Tour des ambitieux (Executive Suite) de Robert Wise : George Nyle Caswell
- 1954 : L'Escadrille panthère (Men of the Fighting Lady) d'Andrew Marton : James A. Michener
- 1954 : Le Prince étudiant (The Student Prince) de Richard Thorpe : King of Karlsberg
- 1954 : Voyage au-delà des vivants (Betrayed) de Gottfried Reinhardt : Gen. Ten Eyck / Narrator
- 1954 : Athena de Richard Thorpe : Grandpa Ulysses Mulvain
- 1955 : Graine de violence (Blackboard Jungle) de Richard Brooks : Jim Murdock
- 1955 : Le Fils prodigue (The Prodigal) de Richard Thorpe : Nahreeb
- 1956 : Son ange gardien  (Forever, Darling) d'Alexander Hall : Charles Y. Bewell
- 1956 : Haute Société (High Society), de Charles Walters : Oncle Willie